# Leiterkogel
Leiterkogel är en bergstopp i Österrike.   Den ligger i distriktet Zell am See och förbundslandet Salzburg, i den centrala delen av landet, 300 km väster om huvudstaden Wien. Toppen på Leiterkogel är 2 759 meter över havet.
Terrängen runt Leiterkogel är mycket bergig. Runt Leiterkogel är det ganska glesbefolkat, med 29 invånare per kvadratkilometer.. Närmaste större samhälle är Mittersill, 16,4 km nordost om Leiterkogel. 
Trakten runt Leiterkogel består i huvudsak av gräsmarker.